# Stationsbuurt (Den Haag)

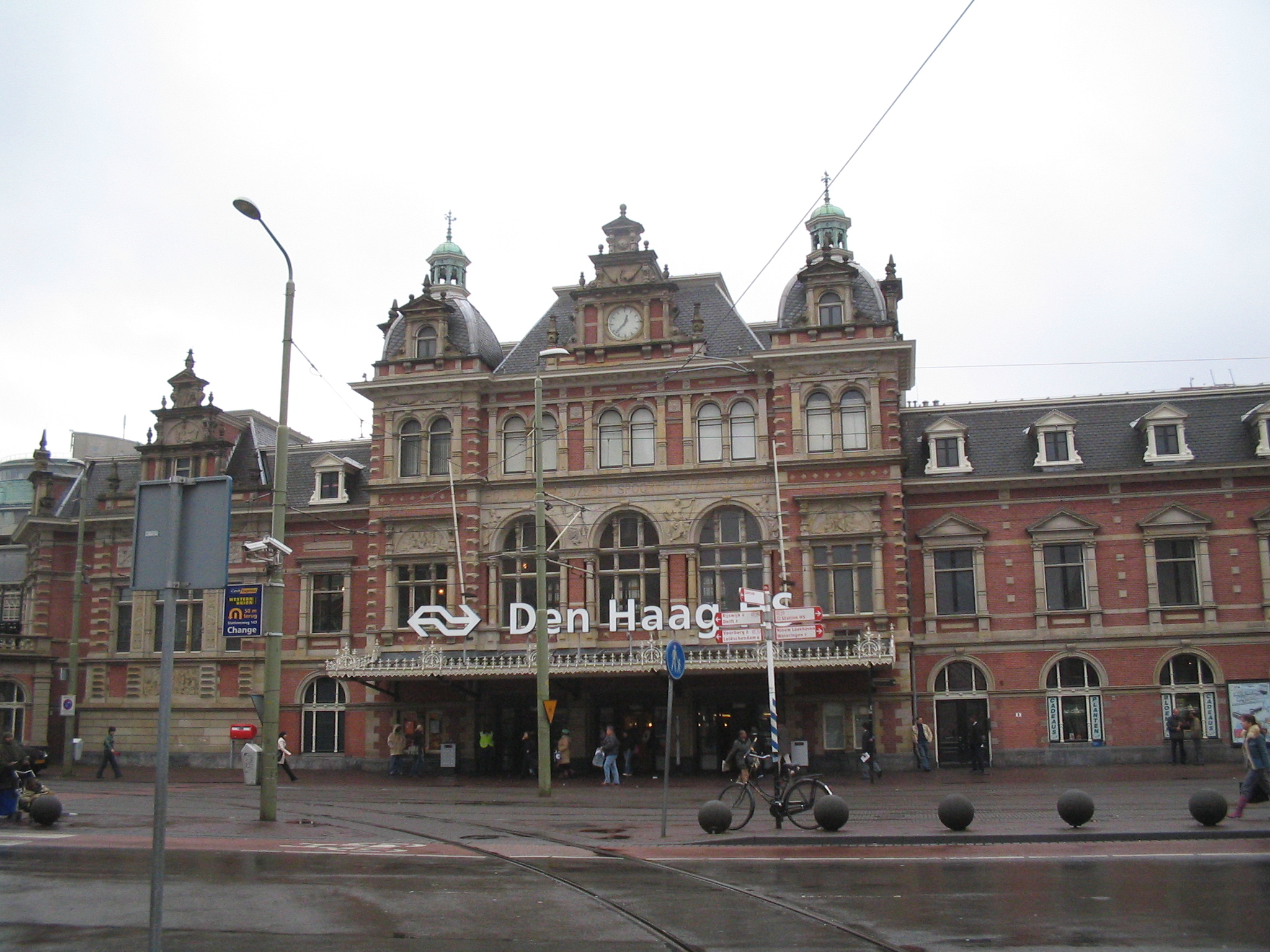
Station Hollands Spoor aan de Stationsweg

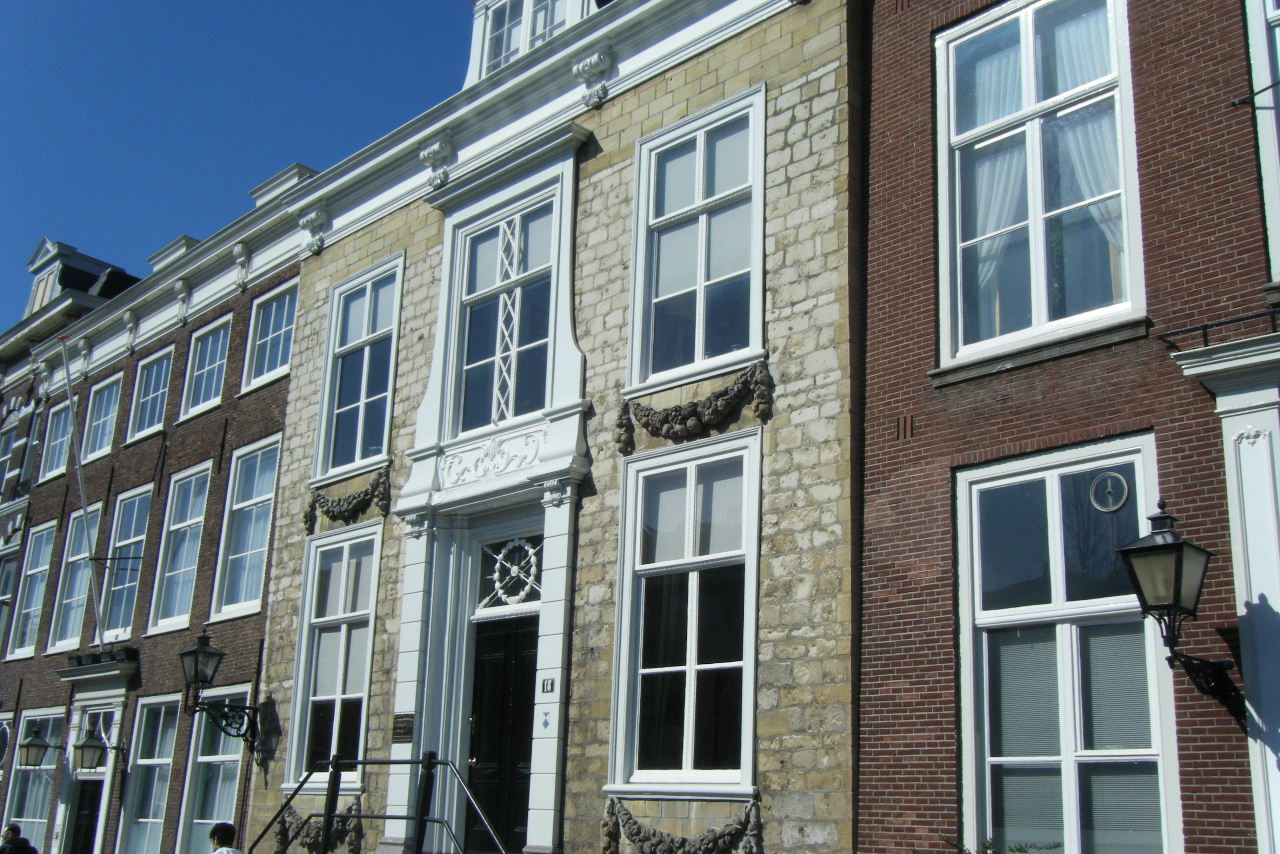
Dunne Bierkade

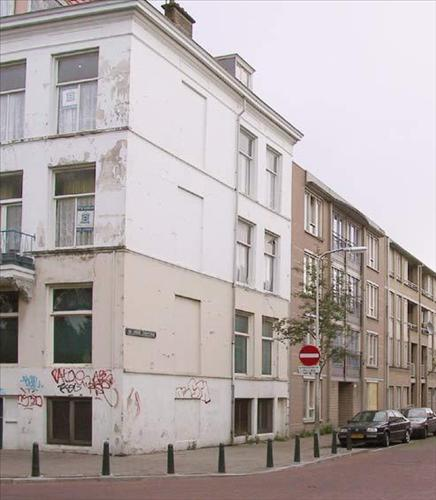
Oranjeplein voor de renovatie

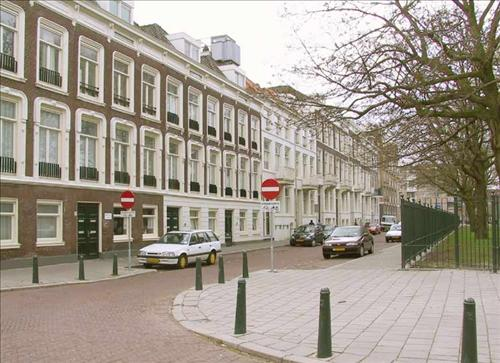
Oranjeplein na de renovatie

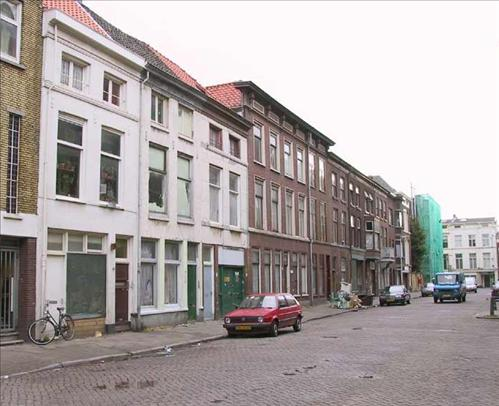
Van Limburg Stirumstraat voor de renovatie

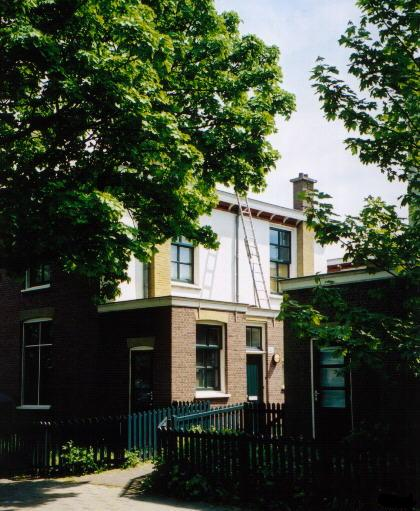
Arbeidershofje aan de Van Hogendorpstraat

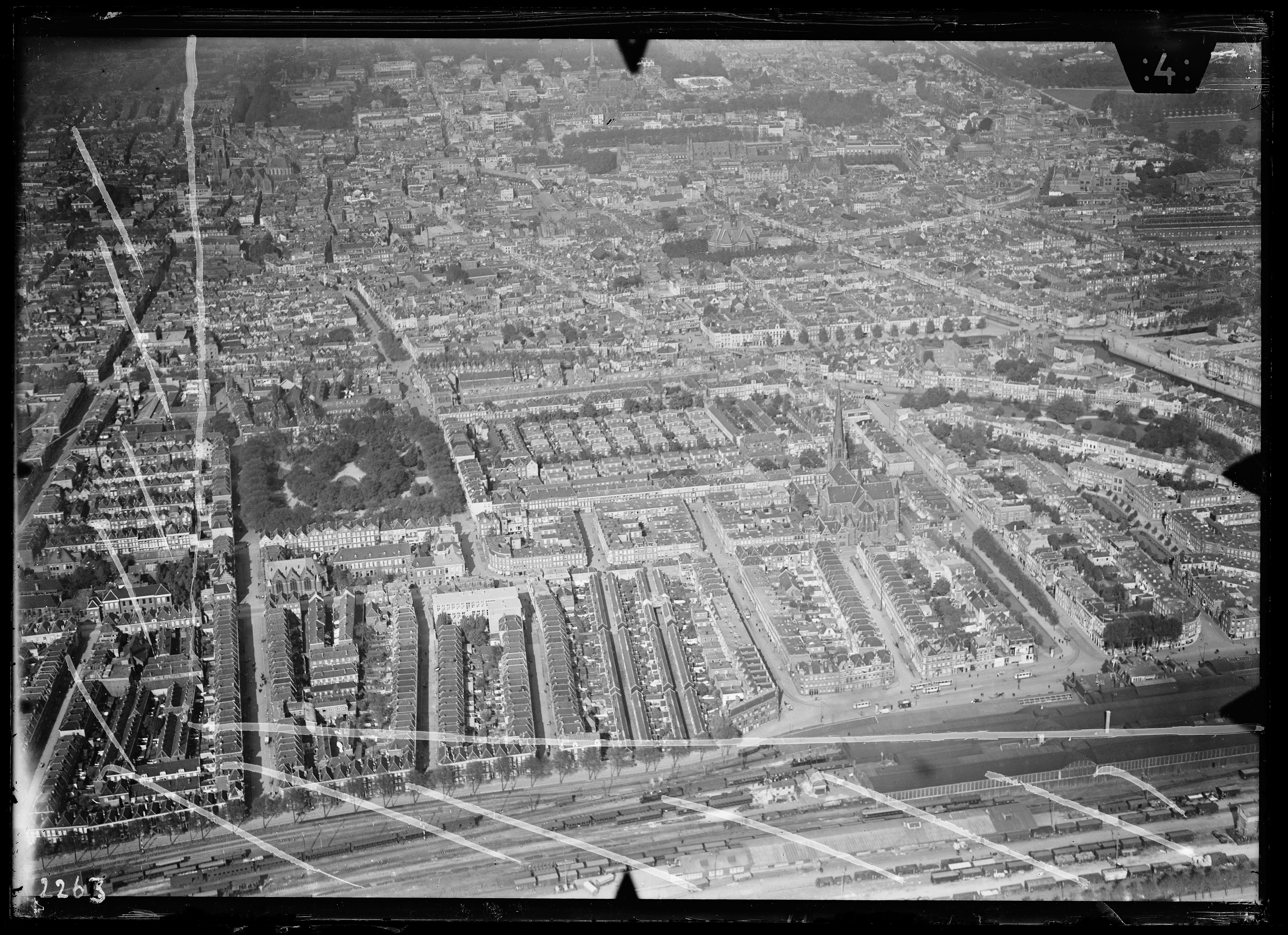
De stationsbuurt, luchtfoto tussen 1920 en 1940. Rechtsonder het Station Hollands Spoor

De Stationsbuurt is een wijk in Den Haag, gelegen in het meest oostelijke deel van de vroegere Zusterpolder. De wijk bestaat uit de buurten Huygenspark, Rivierenbuurt-Noord en Rivierenbuurt-Zuid. De wijk wordt begrensd door de Waldorpstraat in het zuidoosten, het Oranjeplein in het zuidwesten, 't Groenewegje en de Boomsluiterskade in het noordwesten met een uitsteeksel tussen de Oranjebuitensingel en de Rijnstraat tot aan de Bezuidenhoutseweg, en de spoorlijn in het noordoosten.
De wijk grenst aan de wijken Binckhorst, Laakkwartier en Spoorwijk, Schilderswijk, Centrum, Haagse Bos en Bezuidenhout. De belangrijkste straten in de wijk zijn de Stationsweg naar het centrum en het Huijgenspark.

## Ontwikkeling
De wijk is tot ontwikkeling gekomen nadat Den Haag in 1843 een spoorverbinding kreeg met Amsterdam. Het station waarop de naam van de buurt betrekking heeft is station Hollands Spoor. Tot 1843 was de omgeving grotendeels onbebouwd, alleen langs de Zuidwal, het Groenewegje, de Bocht van Guinea en het Zieken stonden wat huizen, verder waren hier weilanden. Station Hollands Spoor won aan belang door de opening van de lijn met Rotterdam in 1847. Bebouwing van de omgeving kwam vanaf ongeveer 1858 op gang, toen de Stationsweg het station met de Wagenstraat in het centrum verbond. Aan de Stationsweg en de Huijgensstraat werden deftige huizen gebouwd, ook werd het Huijgenspark aangelegd. Het plan om een hele wijk te bouwen dateert uit 1862. Na de Stationsweg en het Huijgenspark werd het Oranjeplein aangelegd, een groen plein met ook weer voorname huizen. De buurt moest een buurt met allure worden, gelijk aan de Archipelbuurt. De verkoop van de huizen wilde echter niet vlotten omdat de gegoede burgers de omgeving te drassig vonden, ze waren bang om ziek te worden door het vocht.
Het was de tijd van de industriële revolutie: veel mensen trokken naar de steden om daar werk te zoeken in de nieuwe industrie. Deze arbeiders vestigden zich in de straten rond het Oranjeplein. De eerste straten die werden aangelegd lagen tussen het Oranjeplein en de Stationsweg: de Van Limburg Stirumstraat, de Van Hogendorpstraat en de Van der Duynstraat. Alleen in een gedeelte van de Van Limburg Stirumstraat werden voorname huizen gebouwd, gelijk aan die aan het Oranjeplein. In de beide andere straten bouwde de 'Vereeniging tot Verbetering der Woningen van de Arbeidende Klasse' tussen 1863 en 1869 zo'n 170 arbeiderswoningen bedoeld voor de mensen die naar de stad waren getrokken – het voormalige arbeidershofje aan de Van Hogendorpstraat is nog een voorbeeld van deze woningen. Dit hofje is niet door een poort of poortgebouw van de straat gescheiden maar de 19e-eeuwse hofstructuur is nog duidelijk te herkennen. Nu is het een luxe om in een hofje te wonen, maar in de 19e eeuw was dat niet het geval. In tegenstelling tot de hofjes van vóór de 19e eeuw werden deze hofjes niet gebouwd uit liefdadigheid. Ze waren bedoeld voor arbeiders, de hofjeswoningen waren klein zodat er zo veel mogelijk woningen op één stuk grond gebouwd konden worden. De woningen hadden meestal geen eigen toilet en wasgelegenheid, die bevonden zich op een centrale plek in het hof en daar moesten alle bewoners gebruik van maken. Het hof aan de Van Hogendorpstraat werd overigens geprezen omdat de woningen veel ramen hadden, een luxe in die tijd.
De gemeente bemoeide zich niet met de aanleg van de Stationsbuurt en liet dat grotendeels over aan particulieren. Deze particuliere speculanten bouwden goedkope, slecht gebouwde woningen, de zogenaamde revolutiebouw. Met de komst van de arbeiders verloor de wijk zijn aantrekkingskracht voor de beter gesitueerden, waardoor de Stationsbuurt en de aangrenzende Schilderswijk arbeiders- of volksbuurten werden.

## Stadsvernieuwing
Veel oorspronkelijke bebouwing uit het einde van de 19e en het begin van de 20ste eeuw is verdwenen en in de jaren 70 en 80 van de 20ste eeuw vervangen door nieuwbouw in het kader van stadsvernieuwing. Deze stadsvernieuwing startte rond 1975, slechte woningen maakten plaats voor nieuwbouw. In die periode is bijvoorbeeld de omgeving tussen Station Hollands Spoor en het Rijswijkseplein volledig vernieuwd. Vanaf 2000 is de wijk opnieuw aangepakt, dit keer met meer respect voor de historische bebouwing. Er werden dit keer niet alleen panden gesloopt en vervangen door nieuwbouw, maar er werden ook gebouwen gerenoveerd zoals de panden aan het Oranjeplein in 2003. Ondanks alle vernieuwing zijn er nog monumentale panden te vinden in de Stationsbuurt, zo staan de voorname huizen aan het Huygenspark, Groenewegje, de Bierkade, de Dunne Bierkade en het Oranjeplein er nog steeds, ook aan de Stationsweg zijn nog enkele historische panden te vinden. Aan de Van Hogendorpstraat is nog steeds een 'arbeidershofje' te vinden. In de Stationsbuurt zijn veel bedrijven gevestigd, met name vanwege de nabijheid van het openbaar vervoer. In 1981 nam de gemeente een plan aan dat ervoor moest zorgen dat de woonfunctie van de wijk behouden blijft.

## Vogelaarwijk
De Stationsbuurt werd door het kabinet-Balkenende IV benoemd tot een van de 40 probleemwijken (vogelaarwijken) die extra geld en aandacht nodig heeft. Het gaat hier dan wel om een groter gebied dan alleen de Stationsbuurt; in de wijkindeling van de gemeente Den Haag én in die van het ministerie van VROM horen ook de Rivierenbuurt-Noord en de Rivierenbuurt-Zuid tot de Stationsbuurt. Uit een onderzoek van de minister voor Wonen, Wijken en Integratie bleek dat de bewoners van de Stationsbuurt – ondanks alle inspanningen van de gemeente sinds de jaren 80 – de buurt als onveilig, rommelig en verloederd ervaren. Volgens de bewoners waren er te veel verwaarloosde panden, te weinig goede winkels, overlast door prostitutie en drugs, verkeersoverlast en te veel te kleine woningen. In de omgeving van het station Hollands Spoor liggen de criminaliteitscijfers hoog en was de drugsoverlast ernstig, met name in de omgeving Stationsweg, Wagenstraat en Huijgenspark. Vanaf 2003 is er permanent cameratoezicht op het Stationsplein, de Stationsweg en de Wagenstraat. In 2006 zijn deze straten aangewezen als 'veiligheidsrisicogebied' waardoor de politie preventief kan fouilleren. In datzelfde jaar (2006) is de Poeldijksestraat – voorheen een bekende prostitutiestraat – gesloopt, de wijk kent nu nog één straat met raamprostitutie: de Doubletstraat. De andere straat met raamprostitutie, de Geleenstraat, ligt in de Rivierenbuurt. De situatie in de Stationsbuurt zorgde ervoor dat veel bewoners de wijk verlieten als ze daar economisch de kans toe zien, de verhuismobiliteit in de Stationsbuurt is 20% (elk jaar verwisselt 1/5 van de woningen van bewoner) wat de sociale cohesie niet ten goede komt. Sinds 2000 werkt de gemeente Den Haag meer intensief aan het opknappen van de buurt, onder andere door vaker schoon te maken, meer politietoezicht, het aanpakken van onveilige situaties, het plegen van nieuwbouw en het opknappen van panden. Vanaf 2005 is er geleidelijk een keerpunt opgetreden. Als het aan de gemeente Den Haag ligt, wordt de Stationsbuurt getransformeerd in een Haags Quartier Latin met een mix van mensen en functies.

## Bevolkingssamenstelling
De gemeente Den Haag telde op 1 januari 2008 475.904 inwoners, in de Stationsbuurt woonden toen 8.585 mensen. Sinds 2002 is het aantal inwoners in dit gebied afgenomen met een paar honderd personen per jaar. In de Stationsbuurt had in 2008 39% van de bevolking twee ouders die in Nederland waren geboren, en 61% had ten minste één ouder die in het buitenland was geboren, ter vergelijking: in de hele gemeente Den Haag was dit respectievelijk 53,8% en 46,2%.
| Percentage naar migratieachtergrond | %  |
| ----------------------------------- | -- |
| Geen                                | 39 |
| Suriname                            | 11 |
| Marokko                             | 10 |
| Antillen                            | 8  |
| Turkije                             | 6  |
| overige 'niet-westerse' landen      | 15 |
| overige 'westerse' landen           | 11 |

## Openbaar vervoer historie
Den Haag had dan wel sinds 1864 de eerste paardentram in de Benelux, maar het duurde tot 1877 voor de eerste lokale paardentram, lijn A, in deze wijk kwam en station HS bereikte. Wel kwam de eerste interlokale paardentram sinds 1866 al op het Huygensplein. Deze ging via Huygenspark/straat naar Delft en kwam niet voor station HS. In 1880 kwam lijn B ook bij station HS. Vanaf 1905 werden deze lijnen geëlectrificeert. De lijn naar Delft werd in 1887 een stoomtramlijn, en in 1924 werd dit de elektrische lijn I - 1. Hierna hebben nog vele tramlijnen door de wijk gereden; 1 (1e), 2 (1e), 4, 6, 8, 9 en 10 (1e). Lijn 1 (3e), 9, 11, 12 (2e), 15 (6e), 16 & 17 (5e) rijden er nu of nog steeds. In 1925 lagen er maar liefst zes sporen op het Stationsplein, terwijl lijn 11 er toen nog niet eens was. De routes gingen via Van der Vennestraat(tot 1969), Vaillantlaan(tot 1969), Parallelweg, Boekhorststraat(tot 1966),  Koningsstraat(tot 1966), Tullinghstraat(tot 1931), Oranjeplein(tot 1931), Van Limburg Stirumstaat(tot 1931), Hoefkade(tot 1931), Jan Blankenstraat(tot 1975), Wagenstraat(tot 1926), Stationsweg(tot 1926), Stationsplein, Hofwijckstraat(tot 1937)(maar rails ligt er nog in 2023), Zieken (vanaf 1926), Rijswijkse weg, Weteringkade, Merwedestraat en Lekstraat.

## Kop van Jut
Tot 1873 heette het Huijgenspark de Bocht van Guinea. De naamsverandering uit 1873 had te maken met een moord in een huis aan de toenmalige Bocht van Guinea, waar in 1872 een weduwe en haar dienstmeisje omgebracht werden door Hendrik Jut. De opzienbarende moord gaf de Bocht van Guinea een slechte naam. Op verzoek van de bewoners werd de naam in 1873 veranderd in Huijgenspark, naar Constantijn Huygens. Hendrik Juts naam leeft voort in de kermisattractie de 'Kop van Jut'. In 1996 besloot de gemeente Den Haag de naam 'Bocht van Guinea' in ere te herstellen: de 'nieuwe' Bocht van Guinea ligt tussen het Huijgenspark, het Zieken en het Groenewegje.

## Voetnoten
1. ↑  Geschiedenis Stationsbuurt, Haags Gemeentearchief
2. ↑  Verbeterkrant Stationsbuurt, Gemeente Den Haag, 2002
3. ↑  www.nrc.nl: Lobbyen om op een negatief lijstje te komen
4. ↑  Dossier Wijkaanpak: Stationsbuurt en Rivierenbuurt, Ministerie van VROM, 2007
5. ↑  "De Nieuwe Aanpak voor Krachtwijk Stationsbuurt", Ministerie van VROM, 2007
6. ↑  Wijkplan Stationsbuurt, Dienst Stedelijke Ontwikkeling Den Haag, 2002
7. ↑  http://denhaag.buurtmonitor.nl/ cijfers van 2008
8. ↑  Railatlas tramlijnen Den Haag en omstreken vanaf 1864, J. Blok & D.v.d. Spek, uitgeverij de Alk, 2009.

Archipelbuurt ·
Belgisch Park ·
Benoordenhout ·
Bezuidenhout ·
Binckhorst ·
Bohemen en Meer en Bos ·
Bomen- en Bloemenbuurt ·
Bouwlust en Vrederust ·
Centrum ·
Duindorp ·
Duinoord ·
Forepark ·
Geuzen- en Statenkwartier ·
Groente- en Fruitmarkt ·
Haagse Bos ·
Hoornwijk ·
Kijkduin en Ockenburgh ·
Kraayenstein ·
Laakkwartier en Spoorwijk ·
Leidschenveen ·
Leyenburg ·
Loosduinen ·
Mariahoeve en Marlot ·
Moerwijk ·
Morgenstond ·
Oostduinen ·
Regentessekwartier ·
Rustenburg en Oostbroek ·
Scheveningen ·
Schilderswijk ·
Stationsbuurt ·
Transvaalkwartier ·
Valkenboskwartier ·
Van Stolkpark en Scheveningse Bosjes ·
Vogelwijk ·
Vruchtenbuurt ·
Waldeck ·
Wateringse Veld ·
Westbroekpark en Duttendel ·
Willemspark ·
Ypenburg ·
Zeeheldenkwartier ·
Zorgvliet ·
Zuiderpark